# Monti Čerge
I Monti Čerge (in russo хребет Черге?) sono una catena montuosa che fa parte del sistema dei Monti Čerskij e si trova nel territorio dell'Oblast' di Magadan, in Russia.
I Čerge si trovano nella parte sud-orientale del sistema dei Čerskij. La catena si estende a prosecuzione dei monti Ochandja, a nord, fino alle catene dei monti Anngačak (Bol'šoj e Malyj Anngačak), a sud. A ovest è delimitata dalla valle del fiume Bërëlëch. Scende dai Čerge il fiume Debin che poi scorre lungo il lato orientale della catena. L'altezza massima dei monti arriva a 2 332 m.
Fino a 1 200-1 300 m è presente una rada taiga di larici; più in alto il pino nano siberiano, ad altezze superiori la tundra di montagna.